# Peam Chor
Peam Chor es uno de los doce distritos que forman la provincia camboyana de Prey Veng, con una población estimada en marzo de 2008 de 67 531 habitantes. Está dividido en las siguientes  comunas (khum), que se muestran asimismo con población estimada de 2008:
- Angkor Angk 4,908
- Kampong Prasat 5,695
- Kaoh Chek 6,490
- Kaoh Roka 5,702
- Kaoh Sampov 11,669
- Krang Ta Yang 7,302
- Preaek Krabau 4,692
- Preaek Sambuor 4,091
- Ruessei Srok 9,037
- Svay Phluoh 7,945[1]